# Бислети, Гаэтано
Гаэтано Бислети (итал. Gaetano Bisleti; 20 марта 1856, Вероли, Папская область — 30 августа 1937, Гроттаферрата, королевство Италия) — итальянский кардинал. Префект Дома Его Святейшества и Префект Апостольского дворца с 14 декабря 1905 по 27 ноября 1911. Префект Священной Конгрегации католического образования с 1 декабря 1915 по 30 августа 1937. Председатель Папской Библейской Комиссии с 27 октября 1932 по 30 августа 1937. Кардинал-дьякон с 27 ноября 1911, с титулярной диаконией Сант-Агата-алла-Субурра с 30 ноября 1911 по 17 декабря 1928. Кардинал-протодьякон с 5 ноября 1916 по 17 декабря 1928. Кардинал-священник pro hac vice с титулярной церкви Сант-Агата-деи-Готи с 17 декабря 1928.

## Биография

### Ранняя жизнь
Гаэтано Бислети родился в Вероли, принадлежавшей Папской области. Он получил образование в семинарии Тиволи и Папской Академии церковных дворян, где он получил докторантуру в богословии в 1879 году.
Бислети был рукоположён в сан священника 20 сентября 1878 года. Он был назначен каноником и архидиаконом соборного капитула Вероли, где он служил по 1884 года. Он был назначен тайным камергером de numero participantium 20 декабря 1884 года. Каноник патриаршей Ватиканской базилики с 28 сентября 1889 года. Апостольский протонотарий «ad instar participantium» с 13 июня 1901 года.
Монсеньор Бислети был поднят до ранга Придворного прелата и магистра папской палаты 29 мая 1901 года. Префект Папского Дома с 14 декабря 1905 года.
Бислети был награждён многочисленными орденами и знаками отличия:
- Кавалер Ордена Короны Пруссии;
- Кавалер Ордена Фердинанда IV Тосканского;
- Кавалер Ордена Короны Сиама;
- Великий Крест Королевского Саксонского Ордена Альбрехта;
- Медаль Pro Ecclesia et Pontifici.

### Кардинал
Монсеньор Бислети был возведён и объявлен кардиналом-дьяконом с титулярной диаконией Святой Агаты в Субурре папой римским Пием X на консистории от 27 ноября 1911 года. Он служил Великим приором Верховного Мальтийского ордена с 2 января 1914 года. Он участвовал в Папском Конклаве 1914 года, который избрал папу римского Бенедикта XV.
1 декабря 1915 года папа римский Бенедикт XV назначил его первым префектом Конгрегации Семинарий и Университетов. С 5 ноября 1916 года кардинал-протодьякон.
Кардинал Бислети был кардиналом-выборщиком на Папском Конклаве 1922 года, который избрал папу римского Пия XI. Как кардинал-протодьякон, он объявил «Habemus Papam» избрание кардинала Акилле Ратти на папство, на Конклаве 1922 года. Короновал папу римского Пия XI папской тиарой 12 февраля 1922 года.
Бислети был кардиналом-протодьяконом, который являлся дольше всего служащим кардиналом-дьяконом с 1916 года по 1928 год. Он тогда был избран для сана кардиналов-священников, и его дьяконство было поднято pro hace vice к титулярной церкви 17 декабря 1928 года. Председатель Папской Библейской Комиссии с 27 октября 1932 года и до своей смерти.
Кардинал Бислети скончался 30 августа 1937 года в Гроттаферрате.